# シンデレラ (1976年の映画)
『シンデレラ』（原題：The Slipper and the Rose: The Story of Cinderella）は1976年のイギリスの映画。
ブライアン・フォーブス監督の作品で、出演はジェマ・クレイヴンなど。
音楽はシャーマン兄弟が担当しており、第50回アカデミー賞の作曲賞など、多数の賞にノミネートした。

## キャスト
| 役名         | 俳優                       | 日本語吹替   | 日本語吹替 |
| 役名         | 俳優                       | テレビ朝日版 | ソフト版   |
| ------------ | -------------------------- | ------------ | ---------- |
| シンデレラ   | ジェマ・クレイヴン         | 岡本茉利     | 北村幸子   |
| エドワード   | リチャード・チェンバレン   | 津嘉山正種   | 庄司然     |
| ジョン       | クリストファー・ゲイブル   |              | 中原勘     |
| 国王         | マイケル・ホーダーン       |              | 真田雅隆   |
| 侍従長       | ケネス・モア               |              | 相樂真太郎 |
| 女王         | イーディス・エヴァンス     | 小森和子     | 阿部菜月   |
| モンタギュー | ジュリアン・オーチャード   |              | 菅原壮一郎 |
| 継母         | マーガレット・ロックウッド |              | 浅井晴美   |
| イゾベラ     | ロザリンド・エアーズ       |              | 池田亜希子 |
| パラティン   | シェリー・ヒューソン       |              | 石井花奈   |
| 魔法の妖精   | アネット・クロスビー       |              | 一花さくら |

- テレビ朝日版：初回放送1980年12月28日『日曜洋画劇場』
- ソフト版：映像文化社／オルスタックソフト販売から発売のBlu-ray、DVDに収録。

※テレビ朝日版は権利元が音源を紛失しており、2017年のソフト発売時に視聴者の録画が一般公募されたが、見つからなかったためか収録はソフト版のみとなっている。

## スタッフ
- 監督：ブライアン・フォーブス
- 脚本：ブライアン・フォーブス、シャーマン兄弟
- 原作：シャルル・ペロー
- 製作：スチュアート・ライオンズ
- 撮影：トニー・イミ
- 美術：バート・デイビー
- 音楽監督：アンジェラ・モーレイ
- 音楽：シャーマン兄弟
- 衣装デザイン：ジュリー・ハリス
- 振り付け：マーク・ブロウ
- 日本語字幕監修：高瀬鎮夫
- ソフト版吹替翻訳：メディアゲート
- ソフト版吹替演出：椿淳